# Dolors Cané Dalmau

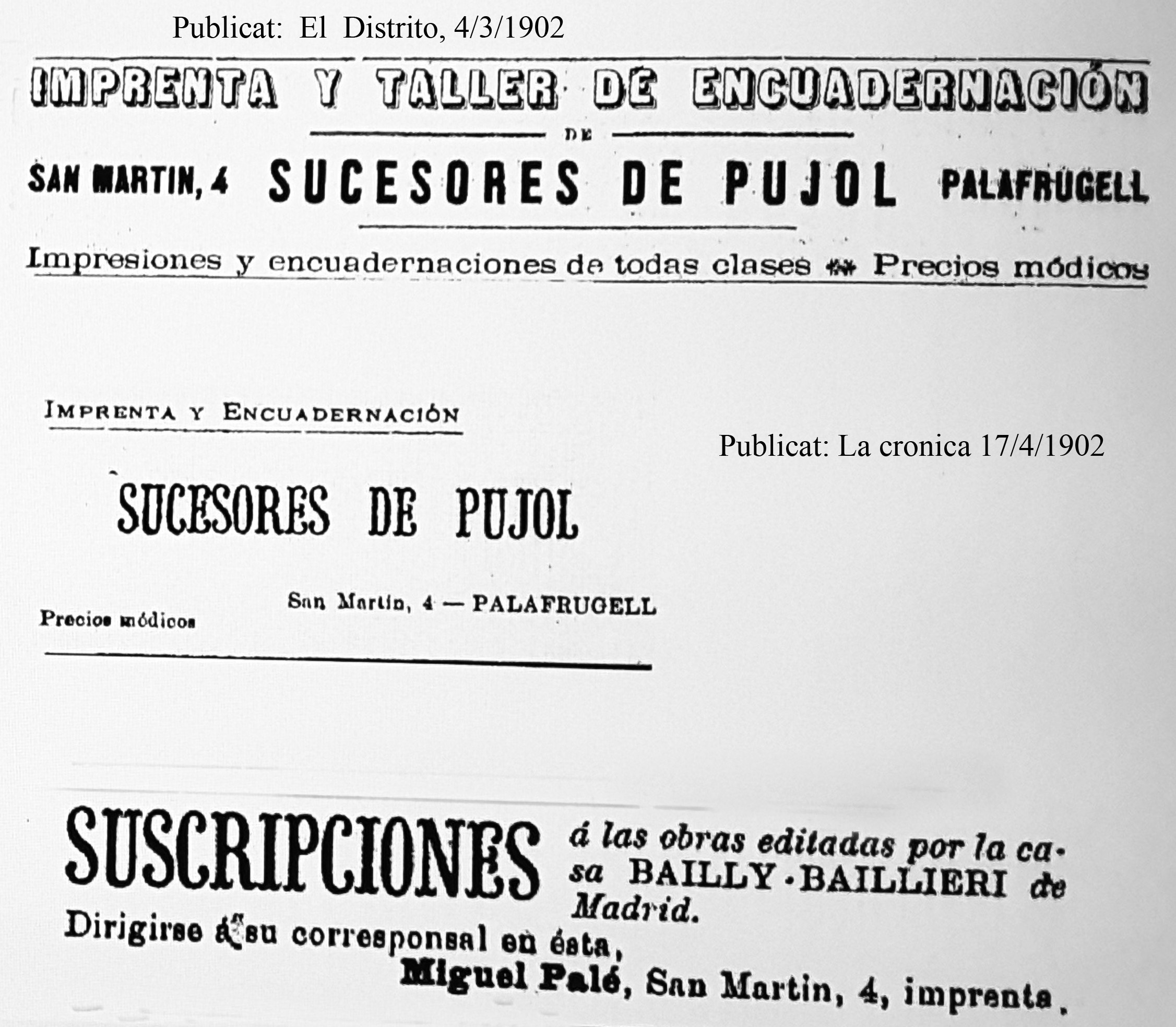
Publicitat de la impremta Sucesores de Pujol

Dolors Cané Dalmau va ser una impressora catalana. Va néixer a Sant Cebrià dels Alls, les Gavarres, Baix Empordà, l'any 1848, era fila de Joan, natural de Calonge i de Rosa, de Sant Cebrià dels Alls. Es va casar a l'edat de 25 anys amb Francesc Ribas Martinez a l'església de la Pietat de la Bisbal el dia 22 de desembre de l'any 1867. El matrimoni vivia a la Bisbal i van tenir quatre fills, la primera va ser Rosa, que va nàixer el dia 15 de setembre de 1868 i batejada a la Bisbal el dia 15 del mateix mes; Pere, que va nàixer el dia 10 de desembre de 1870; Joana, nascuda el dia 4 de gener de l'any 1874 i van ser apadrinats pels germans Francesc Pujol i Dolors Pujol, ambdós solters i naturals de Girona. Salvador va nàixer el dia 5 de setembre de 1877, sobre la base del cens de l'any 1897-1898 de Palafrugell.

## Antecedents
Dolors Cané regentava una fonda a la Bisbal d'Empordà on sovint hi anava a dinar el senyor Simon Pujol i Roura que era propietari d'un establiment tipogràfic i taller de enquadernacions que tenia al carrer Ample número 9 i a Donzelles, 20 de la Bisbal. També era propietari d'un comerç situat a la Plaça de la Constitució, actual Plaça Major de la Bisbal, en aquest hi venia maquines de cosir sistema Singer, aparells de rentar roba, llamperes i d'altres element, de Simon Pujol.
Es desconeix si Simon Pujol va traspassar el negoci a Dolors Cané o bé va ser una deixa, però segons considera Xavier Xargay, en el seu llibre Escriptors palafrugellencs (1999) havia de ser fruit d'una donació i amb motiu d'aquest fet va fer que el seu fill, Pere Ribas, anés a Barcelona a aprendre tècniques de litografia.
Simon era fill de Salvador Pujol, natural d'Olot i de Marianna Roure, de la Bisbal. Va morir quan tenia 37 anys, el dia 8 de febrer de l'any 1894 a la Bisbal. El diari El Distrito va publicar l'esquela on consta que tenia germans i nebots. Va ser després de la mort de Salvador Roure que l'empresa de litografia va passar a ser gestionada per Dolors Cané i la va enregistrar a nom de Sucesores de Pujol. Passat un temps, Cané i tres dels seus fills es van traslladar a viure a Palafrugell al carrer Sant Martí, número 4, on hi van instal·lar el taller d'impressió.

## La impremta a Palafrugell

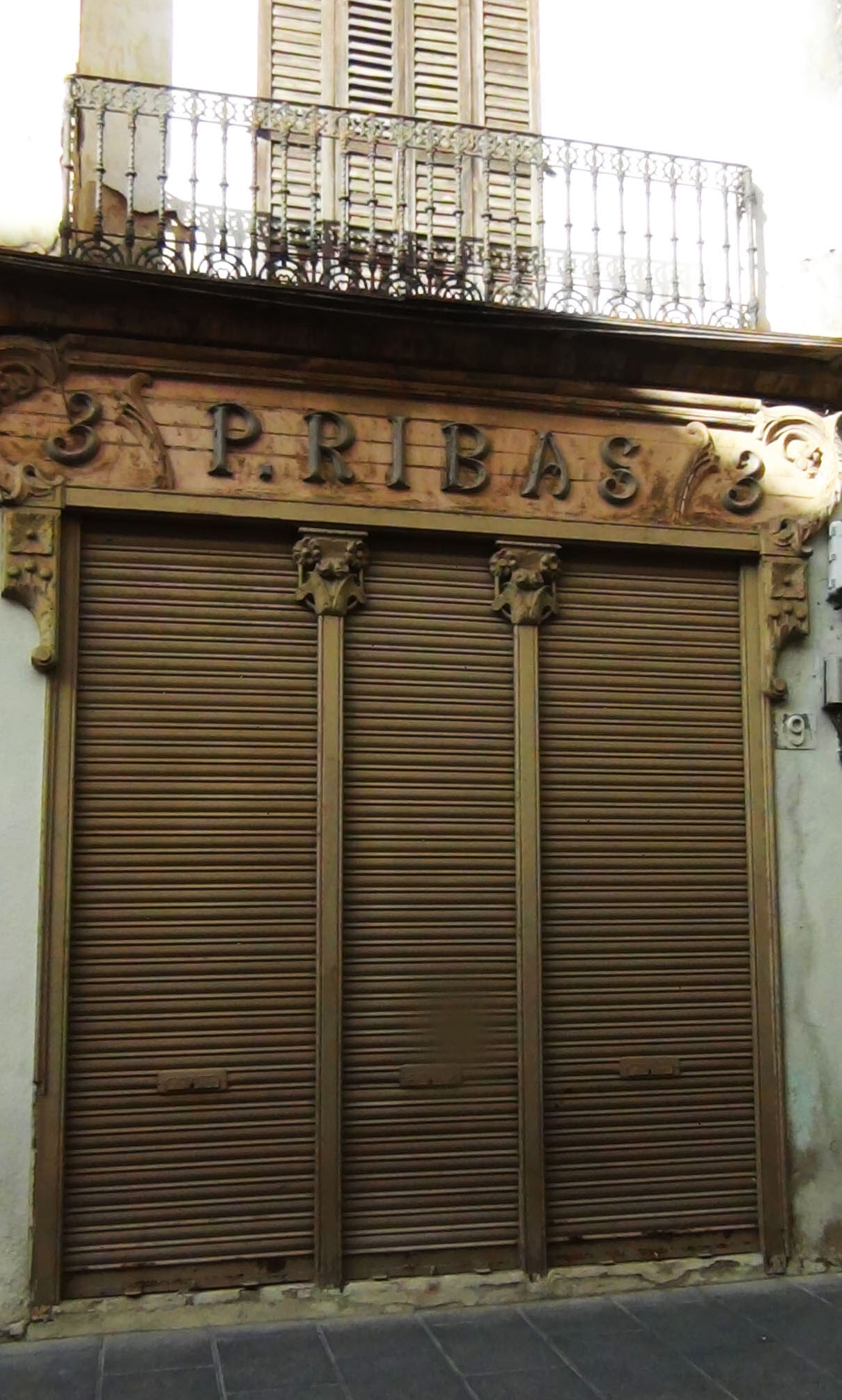
Façana de l'antiga impremta Ribas, inclosa al Patrimoni Històric Protegit de Palafrugell

Un anunci publicat a la premsa informa que la família tenia a Palafrugell la ‘Imprenta y taller de encuadernaciones', i que seguia emprant el nom de Sucesores de Pujol i l'adreça era la mateixa del domicili on vivien, Sant Martí, 4. Anunciaven el taller dient que feien impressions i enquadernacions de totes classes i a preus mòdics. En aquest mateix domicili van ser impreses targetes postals per l'estanc propietat de Juanola. Més endavant, van traslladar l'establiment al carrer Sant Sebastià i van ampliar el negoci amb la publicació de llibres i periòdics. Un fill de l'esmentat estanquer, Paulí Joanola, era el comercial de l'empresa i anava a visitar el clients amb ajut d'una bicicleta, a causa que li havien confiscat el cotxe l'any 1936.
Més endavant, van traslladar la empremta al carrer Pi i Margall, número 9, on encara s'hi pot veure la façana de l'immoble d'estil modernista i que està inclosa al catàleg del Patrimoni Històric Protegit de Palafrugell. Destaca un rètol esculpit amb fusta amb el nom de P. Ribas, on a sota hi ha dues columnes previstes de capitells adornats amb temes florals. La reforma d'aquesta façana es va fer l'any 1914, perquè el dia 29 de juny de l'esmentat any Pere Ribas va demanar permís a l'Ajuntament de Palafrugell per fer obres de remodelació de la part de l'entrada de la impremta que tenia al carrer Pi i Margall. El consistori amb data 5 d' agost de 1914 li va autoritzar el permís per fer les obres (llicència 1557/1914), document guardat a l'Arxiu Municipal de Palafrugell.
Entre les diverses impressions que al llarg dels anys va dur a terme la impremta Ribas, hi ha els primers exemplars de Les Tisores, dada confirmada perquè a peu de pàgina de la publicació hi consta Imprenta Ribas, una és del dia 15 de maig de 1900. També van publicar Llibertat, localitzada assignatura el dia 13 d'agost del 1903. Xavier Xargay a Escriptors palafrugellencs esmenta que van imprimir els primers números del Distrito i d'altres edicions. Hi ha un llistat de les edicions que van dur a terme a l'Arxiu Municipal de Palafrugell que consta de programes, cartells, impresos d'activitats locals i de l'ajuntament com també encarregats per entitats d'altres pobles i en un període comprès des del 1946 al 1960.
L'any 1905 Sucesores de Pujol van traspassar el negoci a Joanola Ribas, Pere Ribas va continuar essent l'impressor i Paulí Joanola, a més de fer de representant de l'empresa, va aportar capital. D'acord amb un anunci publicat a La Crònica del mes de juny de l'any 1907 es pot veure que l'empresa havia fet un canvi de titularitat passant a rebre el nom d'Imprenta y encuadernacion M. Palé i Cia. L'any 1914 continuaven essent responsable del negoci Pere Ribas Cané.
Dolors Cané, en fer que els seus fills aprenguessin les tècniques d'impressió i que es traslladés a viure a Palafrugell, va propiciar el desenvolupament d'aquest tipus de servei a la vila. D'acord amb un certificat de defunció lliurat pel jutjat de Palafrugell, se sap que Dolors Cané va morir el dia 8 de maig de l'any 1913 al seu domicili del carrer Quatre Cases, número 6. La notícia de la seva defunció va ser publicada el 15 de juny de 1913.